# Talsperre José de la Quintana
Die Talsperre José de la Quintana (spanisch Dique José de la Quintana) ist eine Talsperre mit Wasserkraftwerk in der Provinz Córdoba, Argentinien. Sie staut den Río Los Molinos zu einem Stausee auf. Die Talsperre und das zugehörige Kraftwerk Los Molinos II (span. Central hidroeléctrica Los Molinos II) werden auch als Wasserkraftwerkskomplex Los Molinos II (span. Complejo hidroeléctrico Los Molinos II) bezeichnet. Ungefähr 2 km flussaufwärts der Talsperre José de la Quintana liegt das Kraftwerk Los Molinos I.
Die Talsperre dient der Stromerzeugung und der Trinkwasserversorgung. Mit dem Bau der Talsperre wurde 1952 begonnen. Sie wurde 1954 fertiggestellt. Die Talsperre und das Kraftwerk sind im Besitz von Subsec. de Recursos Hídricos de Córdoba.

## Absperrbauwerk
Das Absperrbauwerk ist eine Gewichtsstaumauer aus Beton mit einer Höhe von 28,6 m über dem Flussbett (maximale Höhe 33 m). Die Mauerkrone liegt auf einer Höhe von 515,5 m über dem Meeresspiegel. Die Länge der Mauerkrone beträgt 551 m, ihre Breite an der Krone 4 m. Das Volumen des Absperrbauwerks liegt bei 67.650 m³.
Die Staumauer verfügt sowohl über eine Hochwasserentlastung als auch über einen Grundablass. Über die Hochwasserentlastung können maximal 600 m³/s abgeleitet werden, über den Grundablass maximal 10 m³/s.

## Stausee
Das normale Stauziel liegt zwischen 506,3 und 511,8 m. Bei einem Stauziel von 511,8 m erstreckt sich der Stausee über eine Fläche von rund 0,44 km² und fasst 3,83 Mio. m³ Wasser. Das maximale Stauziel beträgt 513,8 m, das minimale 505 m.

## Kraftwerk
Das Kraftwerk Los Molinos II ging im Oktober 1957 in Betrieb. Das Maschinenhaus des Kraftwerks befindet sich etwa 1,5 km flussabwärts der Talsperre am linken Flussufer. Die installierte Leistung beträgt 4 (bzw. 4,48) MW. Die durchschnittliche Jahreserzeugung der beiden Kraftwerke Los Molinos I und Los Molinos II wird mit zusammen 185 Mio. kWh angegeben.
Die Kaplan-Turbine leistet maximal 4,48 MW. Die Nenndrehzahl der Turbinen beträgt 600 min−1. Die Fallhöhe liegt zwischen 40 und 45 m. Der Durchfluss beträgt 7 m³/s (maximal 12,3, minimal 6,3 m³/s).